# 2008년 미스코리아
2008년 미스코리아는 2008년 8월 6일에 서울특별시 종로구의 세종문화회관에서 열린 쉰두 번째 미스코리아 선발대회이다. TvN으로 중계하였다.

## 입상자
| 대회 |        | 진 (眞)         | 선 (善)                  | 미 (美) |
| ---- | ------ | --------------- | ------------------------ | ------- |
| 본선 | 나리   | 최보인 · 김민정 | 서설희 · 장윤희 · 이윤아 |         |
| 강원 | 최나영 | 신윤정          | 윤민정                   |         |
| 경북 | 서설희 | 권수정          | 전현경                   |         |
| 광주 | 이윤아 | 김영희          | 구미선                   |         |
| 전남 | 이윤아 | 김영희          | 구미선                   |         |
| 대구 | 김민정 | 박선영          | 이지혜                   |         |
| 대전 | 박봄이 | 장민영          | 김지현                   |         |
| 충남 | 박봄이 | 장민영          | 김지현                   |         |
| 부산 | 유연하 | 송승민          | 배전혜                   |         |
| 서울 | 장윤희 | 나리 · 최선아   | 엄선희 · 이란 · 최보인   |         |
| 울산 | 정민정 | 장성경          | 이진영                   |         |
| 경남 | 정민정 | 장성경          | 이진영                   |         |
| 인천 | 김리나 | 하경진          | 김지선                   |         |
| 경기 | 김리나 | 하경진          | 김지선                   |         |
| 전북 | 김희경 | 김보람          | 김다인                   |         |
| 제주 | 오승하 | 김온우          | 김성림                   |         |
| 충북 | 정빛나 | 정홍주          | 서정효                   |         |

## 수상 결과
- 진(眞): 나리
- 선(善): 최보인, 김민정
- 미(美): 이윤아, 장윤희 (진에어), 서설희 (내추럴F&P), 김희경 (한국일보)
- 우정상: 이카니
- 매너상: 윤민정
- 해외동포상: 임혜림
- 포토제닉상: 장윤희

## 자격 박탈
미스코리아 전북 진 김희경은 미스코리아 미에 당선되었으나 미스코리아 출전 전에 찍었던 성인 화보가 논란이 되어 미스코리아 자격을 박탈당했다.

## 참가자 사진

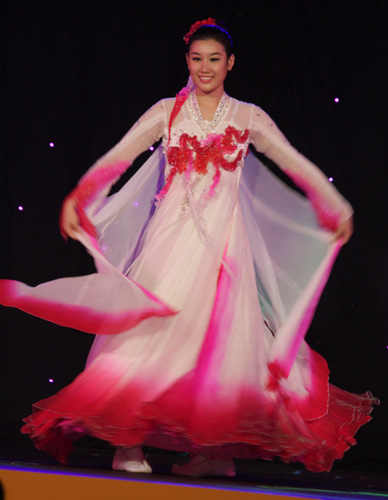
2008년 미스코리아 선 최보인, 미스 서울 미
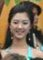
2008년 미스코리아 미 서설희, 미스 경북 진
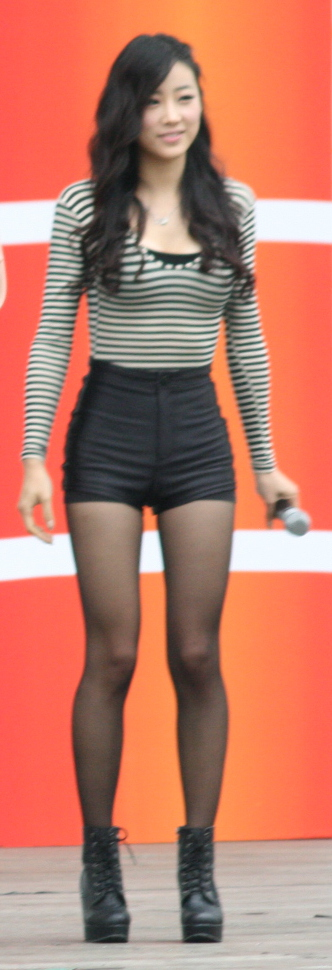
2008년 미스코리아 후보 한예진, 미스 시애틀 진